# Whitesville (Wirginia)
Whitesville – jednostka osadnicza w Stanach Zjednoczonych, w stanie Wirginia, w hrabstwie Accomack.